# 61 Pułk Piechoty (austro-węgierski)
Węgierski Pułk Piechoty Nr 61 (niem. Ungarisches Infanterieregiment Nr. 61) – pułk piechoty cesarskiej i królewskiej Armii.
Pułk kontynuował tradycje pułku utworzonego w 1798 roku.
Okręg uzupełnień nr 61 Temeszwar na terytorium 7 Korpusu
Kolejnymi szefami pułku byli:
- 1865–1881 – Alexander Czesarewitsch. Großfürst und Thronfplger von Russland,
- 1881–1894 – Alexander III. Kaiser v. Russland,
- 1897–1901 – Aleksander Freiherr Hold v. Ferneck,
- 1902–1909 – Otto Morawetz v. Klienfeld,
- 1910–1918 – Ritter v. Frank.

Kolory pułkowe: zielony (grasgrün), guziki złote. Skład narodowościowy w 1914 roku 37% – Niemcy, 38% – Rumunii.

## Dyslokacje

### Dyslokacja w roku 1873
Dowództwo, batalion zapasowy oraz batalion uzupełnień w Temeszwarze.

### Dyslokacja w latach 1903–1905
Dowództwo oraz wszystkie bataliony oprócz I i III w Slavonskim Brodzie (niem. Brod a.d. Save). I  batalion w Temeszwarze, III batalion w 1903 w Semlinie, 1903–1904 w Pertinji.

### Dyslokacja w latach 1906–1909
Dowództwo oraz wszystkie bataliony oprócz I w Temeszwarze. II batalion w Debreczynie.

### Dyslokacja w latach 1910–1911
Dowództwo oraz wszystkie bataliony oprócz I i II w Temeszwarze. II batalion w Debreczynie. I batalion podlegał dyslokacjom: 1910–1911 – Foča, 1912–1913 – Cattaro, 1914 – Crkvice.
Przydział w roku 1914: 34 Dywizja Piechoty.

## Komendanci pułku
- 1873 – płk Wilhelm Ritter v. Biedermann
- 1903–1905 – płk Hermann Rigele
- 1906 – płk Emanuel Kukic
- 1907–1910 – płk Valentin Layrouz
- 1912–1914 – płk Franz Ritt. Weiss v. Mainprugg